# Martin Wierstra
Martin Wierstra (Amsterdam, 29 mei 1928 – aldaar, 23 oktober 1985) was een Nederlandse wielrenner, die voornamelijk op de baan reed. Hij won het Nederlands kampioenschap stayeren in 1957, 1960 en 1961. In 1960 werd hij tweede op het Wereldkampioenschap stayeren.